# Felip (antipapa)
Felip (o Filip) va ser antipapa durant un sol dia, el 31 de juliol de 768.
A l'estiu del 768, un grup de notables conduïts pel primicer Cristófol i una guarnició que havia enviat Desideri de Llombardia va aconseguir apoderar-se de l'impostor, Constantí II (antipapa), li van treure els ulls i el van tancar en un convent.
Desideri, va aprofitar llavors l'ocasió per nomenar Felip, que tenia sobre Constantí l'avantatge de ser monjo. El van entronitzar al Palau del Laterà, però aquest mateix dia va ser deposat. No es va resistir i va tornar al convent de Sant Vito. Seguidament els francs van triar a Esteve III, sacerdot sicilià que tenia assegurat el seu reconeixement per part dels successors de Pipí el Breu: Carles i Carleman.